# Тонков, Евгений Евгеньевич
Евге́ний Евге́ньевич Тонко́в (14 ноября 1958, Воронежская область) — доктор юридических наук, доктор педагогических наук, профессор, заслуженный юрист Российской Федерации.

## Биография
В 1980 г. после окончания Белгородского государственного технологического института строительных материалов начал службу в органах внутренних дел (инспектор, оперуполномоченный, начальник отделения по борьбе с экономическими преступлениями, начальник криминальной милиции). В 1999 г. окончил заочный факультет Университета внутренних дел. В 2000—2002 гг. — начальник кафедры организации борьбы с незаконным оборотом наркотиков Белгородского юридического института МВД России. Полковник милиции в отставке. Почётный сотрудник МВД.
В 1990 году в НИИ педагогики Украины защитил диссертацию на соискание ученой степени кандидата педагогических наук на тему «Формирование у старшеклассников ответственного отношения к государственной собственности» (научный руководитель — кандидат педагогических наук, доцент Д. З. Пашун, официальные оппоненты — доктор педагогических наук, профессор М. М. Шкодин, кандидат психологических наук, старший научный сотрудник И. М. Бех; ведущая организация — Харьковский государственный педагогический институт им. Г. С. Сковороды).
31 марта 2000 года в Белгородском государственном университете защитил диссертацию на соискание ученой степени доктора педагогических наук на тему «Теоретические основы педагогического управления организационными конфликтами (на материале правоохранительной деятельности)» (научный консультант — доктор педагогических наук, профессор Г. М. Потанин, официальные оппоненты — доктор педагогических наук, профессор А. В. Зосимовский, доктор педагогических наук, профессор Ю. П. Сокольников, доктор юридических наук, профессор В. Д. Ермаков; ведущая организация — Академия управления МВД России).
Предложил новое методологическое обоснование проблемы педагогического управления конфликтом, состоящее в диспозитивно-личностном подходе. Данный подход заключается в предоставлении участникам педагогического управления конфликтом возможности свободно распоряжаться своими гражданскими правами, психологическими и материальными ресурсами при выборе целесообразных средств конструктивного разрешения противоречий и самореализации в профессиональной деятельности. Выдвинул и обосновал идею государства созидающего как альтернативы государства корпоративного. Последовательно выступает сторонником критического отношения к тенденциям постоянного расширения перечня комплексных отраслей права.
Разработал понятие и содержание правозащитной функции государства, авторскую классификацию юридических форм государственной деятельности на основе новых оригинальных критериев, ввел в терминологический оборот правоведения дефиницию "дискретная функция".
В 2001 г. присвоено ученое звание «профессор по кафедре оперативно-розыскной деятельности органов внутренних дел».
20 мая 2005 года в Орловской региональной академии государственной службы защитил диссертацию на соискание ученой степени доктора юридических наук на тему «Государственная политика противодействия наркотизации российского общества (политико-правовое исследование)» (научный консультант — доктор юридических наук, профессор Г. А. Борисов, официальные оппоненты — доктор юридических наук, профессор С. А. Комаров, доктор политических наук, профессор И. А. Батанина, доктор юридических наук, профессор М. Л. Прохорова; ведущая организация — Московский университет МВД России).
Под его научным руководством защищены 20 кандидатских и 4 докторских диссертации.
С 2002 г. — декан юридического факультета Белгородского государственного университета. С 1 марта 2013 г. — директор Юридического института Белгородского государственного национального исследовательского университета. Член Наблюдательного Совета университета, член Научно-консультативного Совета при Белгородском областном суде.
Заместитель главного редактора научного рецензируемого журнала «Научные ведомости БелГУ. Философия. Социология. Право», член редколлегии журнала "Пробелы в российском законодательстве", председатель  диссертационного совета по юридическим наукам, созданного на базе ФГАОУ ВО «Белгородский государственный национальный исследовательский университет».
Указом Президента Российской Федерации от 03.04.2024 № 233 награжден медалью ордена "За заслуги перед Отечеством" 2-й степени.

## Направления научной деятельности
- Оперативно-розыскное противодействие незаконному обороту наркотических средств и психотропных веществ;
- Конфликтология правоохранительной деятельности;
- Разработка проблем правозащитной деятельности;
- Модернизация юридических форм государственной деятельности.

### Монографии
1. Педагогическое управление конфликтом. - М., 1999. - 294 с.
2. Конфликты в правоохранительной деятельности: теория и технология управления. - Белгород: БелЮИ МВД России, 2001. - 300 с.
3. Государственно-правовая политика противодействия наркотизации российского общества. — СПб: Юридический центр, 2004. — 287 с.
4. Организация социально-правового противодействия наркотизации образовательной среды вуза. - Белгород: БелЮИ МВД РФ, 2008. — 92 с.
5. Трансформация юридических форм государственной деятельности в период экономического кризиса. — М.: изд-во СГУ, 2009. — 336 с.
6. Юридические формы государственной деятельности: развитие в условиях политико-правовой модернизации. — М.: РИОР: ИНФРА-М, 2010. — 236 с.
7. Модернизация юридических форм государственной деятельности. — М.: Юрлитинформ, 2011. — 256 с.
8. Правозащитная функция государства: вопросы теории (в соавторстве с М.А. Беспаловой). — Ростов н /Д: Феникс, 2012. — 288 с.
9. Конвергенция исторических и современных факторов модернизации российского образования (в соавторстве с А.А. Гусевой). — Ростов н /Д: Ростиздат, 2012. — 238 с.
10. Государство созидающее: юридическая модель и современные риски. - М.: Юрлитинформ, 2016. - 416 с. (введение, глава 3, заключение).
11. Гарантии охраны достоинства личности в современной России (в соавторстве с Л.А. Пожаровой). – М.: Юрлитинформ, 2016. – 144 с.
12. Государство созидающее как вектор развития современной России. - М.: Юрлитинформ, 2019. - 392 с.
13. Национальные интересы России: публично-правовые аспекты институционализации и обеспечения (в соавторстве с Беляевым В.П. и др.). - М.: РУСАЙНС, 2020. - 176 с.
14. Систематизация юридической терминологии в условиях осуществления региональной законотворческой деятельности (в соавторстве с В.Ю. Тураниным). - М.: РУСАЙНС, 2021. - 184 с.
15. Базовые формы использования специальных познаний в конституционном судопроизводстве Российской Федерации (в соавторстве с Н.П. Каторгиной). - М.: Юрлитинформ, 2021. - 176 с.

### Учебники и учебно-методические пособия
1. Конфликтология правоохранительной деятельности: учебное пособие. - Белгород: Изд-во БелГУ, 1998. - 162 с.
2. Организация борьбы с незаконным оборотом психоактивных веществ: курс лекций (в соавторстве с В.Г. Гавриловым). - Белгород: БелЮИ МВД России, 2001. - 334 с.
3. Система педагогического управления профилактикой наркомании в образовательных учреждениях: учебно-методическое пособие (в соавторстве с Каланцевой С.И. и др.). - Белгород: Отчий край, 2001. - 296 с.
4. Управление конфликтами на основе религиозного опыта личности: учебное пособие. - Белгород: Издательский дом В. Шаповалов, 2002. - 204 с.
5. Организационно-тактические основы противодействия незаконному обороту наркотических средств и психотропных веществ (в соавторстве с В.Г. Гавриловым). - Белгород: БелЮИ МВД России, 2003. - 244 с.
6. Правоохранительные органы: учебное пособие. - Белгород: Изд-во БелГУ, 2008. - 296 с.
7. Конституционное право Российской Федерации (учебник). — Ростов н /Д: Феникс, 2009. — 446 с. — (Высшее образование).
8. Адвокатура в России: учебник. — М.: КНОРУС, 2011. — 312 с.
9. Теория государства и права: учебник. — Ростов н/Д: Феникс, 2012. — 478 с. — (Высшее образование).
10. Наследственное право. – Ростов н/Д: Феникс, 2011. – 251 с. - (Высшее образование).
11. Правоведение. - Ростов н/Д: Феникс, 2011. – 413 с. - (Высшее образование).
12. Профессиональная этика и служебный этикет: учебное пособие (в соавторстве с В.В. Кутько и др.). - Белгород: ИД "БелГУ", 2020. - 154 с.
13. Противодействие наркотизации образовательной среды вуза (учебно-методическое пособие). - Белгород: КОНСТАНТА, 2021 - 168 с.
14. Теория государства и права: учебник / под ред. Е.Е. Тонкова и М.В. Мархгейм. - М.: Юрлитинформ, 2021. - 440 с.
15. Теория государства и права: учебно-методическое пособие (в соавторстве с В.Ю. Тураниным, В.В. Кутько, Л.А. Пожаровой). - Белгород: ИД "БелГУ", 2023. - 244 с.

- Всего  380 научных  и учебно-методических трудов, в том числе 15 монографий, около 40 учебников и учебных пособий.